# Global RallyCrosss – Monachium 1 2013
Global RallyCrosss w Monachium 2013 (1) – druga runda Global RallyCross sezonu 2013. Zawody zostały zorganizowane w ramach igrzysk sportów ekstremalnych X-Games w Niemczech. Wyścig odbył się 29 czerwca. Miejscem zawodów był FröttmaRing, asfaltowo-szutrowy tor wybudowany obok Stadionu Olimpijskiego. Wyścig odbył się w deszczu.

## Odwołana runda w Barcelonie
Początkowo kalendarz zakładał zorganizowanie wyścigu w Barcelonie 19 maja podczas Hiszpańskiego X Games. Obok startujących w całym sezonie mieli pojawić się także Nani Roma za kierownicą Mini oraz Carlos Sainz w Volkswagenie Polo. Zawody zostały jednak odwołane z powodu silnych opadów deszczu. W związku z tym postanowiono rozegrać dwie rundy w Niemczech: jedną 29, a drugą 30 czerwca.

## Lista startowa
| Konstruktor                     | Samochód                    | Zespół                                     | Nr  | Kierowca           |
| ------------------------------- | --------------------------- | ------------------------------------------ | --- | ------------------ |
| Hoonigan Racing Division        | Ford Fiesta ST              | Hoonigan Racing Division                   | 43  | Ken Block          |
| LD Motorsport                   | Mini Countryman             | LD Motorsport                              | 33  | Liam Doran         |
| Marklund Motorsport             | Volkswagen Polo             | Marklund Motorsport                        | 29  | Mattias Ekström    |
| Marklund Motorsport             | Volkswagen Polo             | Marklund Motorsport                        | 92  | Anton Marklund     |
| Olsbergs MSE                    | Ford Fiesta ST              | Olsbergs MSE                               | 18  | Patrik Sandell     |
| Olsbergs MSE                    | Ford Fiesta ST              | Rockstar Energy Olsbergs MSE               | 34  | Tanner Foust       |
| Olsbergs MSE                    | Ford Fiesta ST              | Rockstar Energy Metal Mulisha Olsbergs MSE | 38  | Brian Deegan       |
| Olsbergs MSE                    | Ford Fiesta ST              | Bluebeam Olsbergs MSE                      | 57  | Toomas Heikkinen   |
| OMSE2                           | Ford Fiesta ST              | Royal Purple OMSE2                         | 7   | Townsend Bell      |
| OMSE2                           | Ford Fiesta ST              | Royal Purple OMSE2                         | 32  | Steve Arpin        |
| OMSE2                           | Ford Fiesta ST              | Rdio OMSE2                                 | 77  | Scott Speed        |
| Pastrana Racing                 | Dodge Dart                  | Pastrana Racing                            | 99  | Bryce Menzies      |
| Pastrana Racing                 | Dodge Dart                  | Pastrana Racing                            | 199 | Timur Timerzjanow  |
| Subaru Puma Rallycross Team USA | Subaru Impreza WRX STI      | Subaru Puma Rallycross Team USA            | 11  | Sverre Isachsen    |
| Subaru Puma Rallycross Team USA | Subaru Impreza WRX STI      | Subaru Puma Rallycross Team USA            | 40  | Dave Mirra         |
| Subaru Puma Rallycross Team USA | Subaru Impreza WRX STI      | Subaru Puma Rallycross Team USA            | 81  | Bucky Lasek        |
| X Team Racing                   | Mitsubishi Lancer Evolution | X Team Racing                              | 12  | Guilherme Spinelli |

## Kwalifikacje
| Pozycja | Kierowca           | Zespół                   | Samochód                    | Czas   |
| ------- | ------------------ | ------------------------ | --------------------------- | ------ |
| 1       | Liam Doran         | LD Motorsports           | Mini Countryman             | 42.720 |
| 2       | Toomas Heikkinen   | OlsbergsMSE              | Ford Fiesta ST              | 42.736 |
| 3       | Sverre Isachsen    | Subaru PUMA Rallycross   | Subaru Impreza WRX STI      | 42.883 |
| 4       | Tanner Foust       | OlsbergsMSE              | Ford Fiesta ST              | 42.930 |
| 5       | Patrik Sandell     | OlsbergsMSE              | Ford Fiesta ST              | 42.984 |
| 6       | Ken Block          | Hoonigan Racing Division | Ford Fiesta ST              | 43.081 |
| 7       | Steve Arpin        | OMSE2                    | Ford Fiesta ST              | 43.375 |
| 8       | Timur Timerzjanow  | Pastrana Racing          | Dodge Dart                  | 43.388 |
| 9       | Brian Deegan       | OlsbergsMSE              | Ford Fiesta ST              | 43.439 |
| 10      | Anton Marklund     | Marklund Motorsport      | Volkswagen Polo             | 43.478 |
| 11      | Bryce Menzies      | Pastrana Racing          | Dodge Dart                  | 43.758 |
| 12      | Scott Speed        | OMSE2                    | Ford Fiesta ST              | 43.857 |
| 13      | Guilherme Spinelli | X Team Racing            | Mitsubishi Lancer Evolution | 44.385 |
| 14      | Dave Mirra         | Subaru PUMA Rallycross   | Subaru Impreza WRX STI      | 44.581 |
| 15      | Townsend Bell      | OMSE2                    | Ford Fiesta ST              | 44.735 |
| 16      | Bucky Lasek        | Subaru PUMA Rallycross   | Subaru Impreza WRX STI      | 45.137 |
| 17      | Mattias Ekström    | Marklund Motorsport      | Volkswagen Polo             |        |

## Wyścig

### Półfinał I - 6 okr.
| Nr  | Kierowca          | Zespół                 | Samochód               |
| --- | ----------------- | ---------------------- | ---------------------- |
| 38  | Brian Deegan      | OlsbergsMSE            | Ford Fiesta ST         |
| 199 | Timur Timerzjanow | Pastrana Racing        | Dodge Dart             |
| 33  | Liam Doran        | LD Motorsports         | Mini Countryman        |
| 81  | Bucky Lasek       | Subaru PUMA Rallycross | Subaru Impreza WRX STI |

Na starcie Timerzjanow wyszedł na prowadzenie, Doran znalazł się na drugiej pozycji. W drugim zakręcie Doran się poślizgnął, a Deegan awansował na drugą pozycję. Timerzjanow i Lasek skorzystali ze skrótu już na pierwszym okrążeniu, a Doran na drugim, wyprzedzając w ten sposób Deegana. Doran doganiał Timerzjanowa i na piątym okrążeniu spróbował ataku, lecz nie udało mu się wyprzedzić Rosjanina. Na piątym okrążeniu ze skrótu skorzystał Deegan i wyszedł na prowadzenie. Jednak w pierwszym zakręcie zaatakował go Timercjanow, a po wewnętrznej wcisnął się Doran obejmując prowadzenie. Kilka zakrętów później Deegan zaatakował Timerzjanowa i awansował na drugą pozycję.
| Pozycja | Kierowca          | Zespół                 | Samochód               |
| ------- | ----------------- | ---------------------- | ---------------------- |
| 1       | Liam Doran        | LD Motorsports         | Mini Countryman        |
| 2       | Brian Deegan      | OlsbergsMSE            | Ford Fiesta ST         |
| 3       | Timur Timerzjanow | Pastrana Racing        | Dodge Dart             |
| 4       | Bucky Lasek       | Subaru PUMA Rallycross | Subaru Impreza WRX STI |

### Półfinał II - 6 okr.
| Nr | Kierowca           | Zespół        | Samochód                    |
| -- | ------------------ | ------------- | --------------------------- |
| 77 | Scott Speed        | OMSE2         | Ford Fiesta ST              |
| 34 | Tanner Foust       | OlsbergsMSE   | Ford Fiesta ST              |
| 18 | Patrik Sandell     | OlsbergsMSE   | Ford Fiesta ST              |
| 12 | Guilherme Spinelli | X Team Racing | Mitsubishi Lancer Evolution |

Na starcie Foust wyszedł na prowadzenie, Speed znalazł się na drugiej pozycji. Kilka zakrętów później Sandell wyprzedził Speeda. Na pierwszym okrążeniu Foust, Speed i Spinelli skorzystali ze skrótu. Brazylijczyk dzięki temu wyprzedził Speeda, który jednak szybko uporał się ze Spinellim. Na piątym okrążeniu ze skrótu skorzystał Speed, który jednak pozostał na trzeciej pozycji.
| Pozycja | Kierowca           | Zespół        | Samochód                    |
| ------- | ------------------ | ------------- | --------------------------- |
| 1       | Tanner Foust       | OlsbergsMSE   | Ford Fiesta ST              |
| 2       | Patrik Sandell     | OlsbergsMSE   | Ford Fiesta ST              |
| 3       | Scott Speed        | OMSE2         | Ford Fiesta ST              |
| 4       | Guilherme Spinelli | X Team Racing | Mitsubishi Lancer Evolution |

### Półfinał III - 6 okr.
| Nr | Kierowca        | Zespół                   | Samochód               |
| -- | --------------- | ------------------------ | ---------------------- |
| 11 | Sverre Isachsen | Subaru PUMA Rallycross   | Subaru Impreza WRX STI |
| 99 | Bryce Menzies   | Pastrana Racing          | Dodge Dart             |
| 43 | Ken Block       | Hoonigan Racing Division | Ford Fiesta ST         |
| 40 | Dave Mirra      | Subaru PUMA Rallycross   | Subaru Impreza WRX STI |
| 29 | Mattias Ekström | Marklund Motorsport      | Volkswagen Polo        |

Na starcie Menzies wyszedł na prowadzenie, na drugiej pozycji znalazł się Block. Mirra i Isachasen mieli problem ze startem. Pierwsza dwójka skorzystała ze skrótu na pierwszym okrążeniu. Chwilę potem wyścig został przerwany, gdyż Mirra się obrócił i jego samochód stał w poprzek toru.
Wyścig został wznowiony na sześć okrążeń. Mirra nie brał udziału w restarcie. Na starcie Ekström ruszył przed sygnałem do startu, po czym zatrzymał swój samochód, gdy zrozumiał, że popełnił błąd. Isachsen miał problemy ze startem. Menzies objął prowadzenie, na drugiej pozycji znalazł się Block, atakowany przez Ekströma, który zahaczył o wypełnioną wodą bandę i wyrzucił ją na tor. Na pierwszym okrążeniu ze skrótu skorzystali Menzies, Block i Isachsen. Na drugim okrążeniu Ekström zjechał odbyć swoją karę i spadł na czwarte miejsce. Na kolejnym kółku Block, który cały czas trzymał się blisko Menziesa zaatakował go i wyszedł na prowadzenie. Kierowca Dodge'a spróbował kontrataku na prostej startowej, ale nie udało mu się wyprzedzić Blocka. Tymczasem Ekström skorzystał ze skrótu i awansował na trzecią pozycję. Na czwartym okrążeniu Menzies wycofał się z wyścigu z powodu problemów technicznych. Block tym czasem niezagrożony dowiózł pierwsze miejsce do mety kończąc wyścig widowiskowym poślizgiem.
| Pozycja | Kierowca        | Zespół                   | Samochód               |
| ------- | --------------- | ------------------------ | ---------------------- |
| 1       | Ken Block       | Hoonigan Racing Division | Ford Fiesta ST         |
| 2       | Mattias Ekström | Marklund Motorsport      | Volkswagen Polo        |
| 3       | Sverre Isachsen | Subaru PUMA Rallycross   | Subaru Impreza WRX STI |
| 4       | Bryce Menzies   | Pastrana Racing          | Dodge Dart             |
| 5       | Dave Mirra      | Subaru PUMA Rallycross   | Subaru Impreza WRX STI |

### Półfinał IV - 6 okr.
| Nr | Kierowca         | Zespół              | Samochód        |
| -- | ---------------- | ------------------- | --------------- |
| 32 | Steve Arpin      | OMSE2               | Ford Fiesta ST  |
| 57 | Toomas Heikkinen | OlsbergsMSE         | Ford Fiesta ST  |
| 92 | Anton Marklund   | Marklund Motorsport | Volkswagen Polo |
| 7  | Townsend Bell    | OMSE2               | Ford Fiesta ST  |

Zaraz na starcie Bell wysunął się prowadzenie, lecz wszedł za szeroko w zakręt spadając na ostatnią pozycję, a na prowadzenie wysunął się Heikkinen. Za jego plecami Marklund próbował wyprzedzić Arpina. Marklund i Bell skorzystali ze skrótu na pierwszym okrążeniu. Marklund znalazł się w ten sposób przed Arpinem, a Bell po zaciętej walce spadł za Kanadyjczyka. Na następnym okrążeniu Bell obrócił się i zatrzymał na bandach tracąc szansę na walkę z Arpinem. Na drugim okrążeniu ze skrótu skorzystał Heikkinen, a na ostatnim Arpin, który zakończył wyścig za Marklundem.
| Pozycja | Kierowca         | Zespół              | Samochód        |
| ------- | ---------------- | ------------------- | --------------- |
| 1       | Toomas Heikkinen | OlsbergsMSE         | Ford Fiesta ST  |
| 2       | Anton Marklund   | Marklund Motorsport | Volkswagen Polo |
| 3       | Steve Arpin      | OMSE2               | Ford Fiesta ST  |
| 4       | Townsend Bell    | OMSE2               | Ford Fiesta ST  |

### Wyścig ostatniej szansy - 4 okr.
| Nr  | Kierowca           | Zespół                 | Samochód                    |
| --- | ------------------ | ---------------------- | --------------------------- |
| 32  | Steve Arpin        | OMSE2                  | Ford Fiesta ST              |
| 199 | Timur Timerzjanow  | Pastrana Racing        | Dodge Dart                  |
| 77  | Scott Speed        | OMSE2                  | Ford Fiesta ST              |
| 12  | Guilherme Spinelli | X Team Racing          | Mitsubishi Lancer Evolution |
| 99  | Bryce Menzies      | Pastrana Racing        | Dodge Dart                  |
| 7   | Townsend Bell      | OMSE2                  | Ford Fiesta ST              |
| 81  | Bucky Lasek        | Subaru PUMA Rallycross | Subaru Impreza WRX STI      |
| 40  | Dave Mirra         | Subaru PUMA Rallycross | Subaru Impreza WRX STI      |
| 11  | Sverre Isachsen    | Subaru PUMA Rallycross | Subaru Impreza WRX STI      |

Na starcie Arpin nie ruszył z miejsca, Timerzjanow objął prowadzenie, a na drugim miejscu znalazł się Speed, który został jednak szybko wyprzedzony przez Menziesa. Speed zaatakował chwilę później Menziesa, doszło do kontaktu i Speed awansował na drugą pozycję. Sytuację wykorzystał Mirra, który także wyprzedził Menziesa, i spróbował zaatakować Speeda, jednak nie udało mu się go wyprzedzić. Na pierwszym okrążeniu Mirra skorzystał ze skrótu i znalazł się tuż przed Speedem. Chwilę później Mirra obrócił się tuż przed maską samochodu Speeda, który awansował na drugą pozycję. Chcąc uniknąć zderzenia Lasek także się obrócił. Spinelli wykorzystał zamieszanie i awansował na trzecią pozycję, a na drugim okrążeniu pojechał skrótem. Na trzecim okrążeniu skrótem pojechał Speed. Na ostatnim kółku ze skrótu skorzystali Arpin i Bell wyprzedzając Spinelliego.
| Pozycja | Kierowca           | Zespół                 | Samochód                    | Okrążenia | Czas        |
| ------- | ------------------ | ---------------------- | --------------------------- | --------- | ----------- |
| 1       | Timur Timerzjanow  | Pastrana Racing        | Dodge Dart                  | 4         | 2:57.220    |
| 2       | Scott Speed        | OMSE2                  | Ford Fiesta ST              | 4         | 3:05.082    |
| 3       | Steve Arpin        | OMSE2                  | Ford Fiesta ST              | 4         | + 00:11.776 |
| 4       | Townsend Bell      | OMSE2                  | Ford Fiesta ST              | 4         | + 00:12.497 |
| 5       | Guilherme Spinelli | X Team Racing          | Mitsubishi Lancer Evolution | 4         | + 00:12.765 |
| 6       | Bucky Lasek        | Subaru PUMA Rallycross | Subaru Impreza WRX STI      | 4         | + 00:20.569 |
| 7       | Dave Mirra         | Subaru PUMA Rallycross | Subaru Impreza WRX STI      | 4         | + 00:29.801 |
| 8       | Bryce Menzies      | Pastrana Racing        | Dodge Dart                  | 0         | + 4 okr.    |
| 9       | Sverre Isachsen    | Subaru PUMA Rallycross | Subaru Impreza WRX STI      | 0         | + 4 okr.    |

### Finał - 10 okr.
| Nr  | Kierowca          | Zespół                   | Samochód        |
| --- | ----------------- | ------------------------ | --------------- |
| 33  | Liam Doran        | LD Motorsports           | Mini Countryman |
| 34  | Tanner Foust      | OlsbergsMSE              | Ford Fiesta ST  |
| 43  | Ken Block         | Hoonigan Racing Division | Ford Fiesta ST  |
| 57  | Toomas Heikkinen  | OlsbergsMSE              | Ford Fiesta ST  |
| 38  | Brian Deegan      | OlsbergsMSE              | Ford Fiesta ST  |
| 18  | Patrik Sandell    | OlsbergsMSE              | Ford Fiesta ST  |
| 29  | Mattias Ekström   | Marklund Motorsport      | Volkswagen Polo |
| 92  | Anton Marklund    | Marklund Motorsport      | Volkswagen Polo |
| 199 | Timur Timerzjanow | Pastrana Racing          | Dodge Dart      |
| 77  | Scott Speed       | OMSE2                    | Ford Fiesta ST  |

Na starcie Heikkinen objął prowadzenie, na drugiej pozycji znalazł się Doran, a Foust atakował go po wewnętrznej. Block został obrócony przez Timerzjanowa. Foust będąc już na drugiej pozycji poślizgnął się i uderzył w tył Heikkinena, który wypadł z toru. Doran objął prowadzenie, na drugiej pozycji znalazł się Deegan, a Sandell na trzeciej wyprzedzając Fousta. W następnym zakręcie Foust wyprzedził Sandella i Deegana. Na pierwszym okrążeniu ze skrótu skorzystali Doran, Foust, Timerzjanow i Block. Na drugim okrążeniu doszło do kontaktu między Blockiem i TImerzjanowem. Obydwaj się obrócili, jednak Block był w stanie kontynuować wyścig, a samochód Timerzjanowa uderzył w bandę z opon i zawisł na nich. Na następnym okrążeniu sędziowie postanowili przerwać wyścig ze względu na stojący na torze samochód Rosjanina.
Wyścig wznowiono na 8 okrążeń. W restarcie brali udział wszyscy zawodnicy. Deegan gorzej ruszył i spadł na ostatnią pozycję. Na prowadzenie wysunął się Doran, na drugiej pozycji znalazł się Heikkinen. Speed uderzył Sandella, który obracając się trafił w samochód Fousta, który także się obrócił. Kręcący się po torze samochód Fousta wpadł na auto Timercjanowa, który w ten sposób zakończył swój udział w wyścigu. Speed także się wycofał z powodu uszkodzeń samochodu.Kilka zakrętów dalej Doran został obrócony przez Heikkinena i spadł na trzecią pozycję, za Kena Blocka, szybko jednak uporał się z Amerykaninem.  Na pierwszym okrążeniu ze skrótu skorzystali Heikkinen, Doran, Block i Marklund. Na drugim okrążeniu Heikkinen za szeroko wszedł w zakręt i został wyprzedzony przez Dorana. Tanner Foust pojechał tymczasem skrótem. Na piątym okrążeniu w samochodzie Dorana pękła lewa tylna opona, a Brytyjczyk musiał bronić swej pozycji nie mając w oponie powietrza. Heikkinen doganiał go, lecz nie był w stanie go wyprzedzić, a pod koniec siódmego okrążenia spadł na trzecie miejsce wyprzedzony przez Blocka. Amerykanin bardzo się zbliżył do Brytyjczyka, jednak nie udało mu się przeprowadzić ataku przed zakończeniem wyścigu.  
| Pozycja | Kierowca          | Zespół                   | Samochód        | Okrążenia | Czas       |
| ------- | ----------------- | ------------------------ | --------------- | --------- | ---------- |
| 1       | Liam Doran        | LD Motorsports           | Mini Countryman | 8         | 6:03.793   |
| 2       | Ken Block         | Hoonigan Racing Division | Ford Fiesta ST  | 8         | +00:00.974 |
| 3       | Toomas Heikkinen  | OlsbergsMSE              | Ford Fiesta ST  | 8         | +00:05.519 |
| 4       | Anton Marklund    | Marklund Motorsport      | Volkswagen Polo | 8         | +00:11.406 |
| 5       | Mattias Ekström   | Marklund Motorsport      | Volkswagen Polo | 8         | +00:12.515 |
| 6       | Tanner Foust      | OlsbergsMSE              | Ford Fiesta ST  | 8         | 00:45.449  |
| 7       | Brian Deegan      | OlsbergsMSE              | Ford Fiesta ST  | 7         | + 1 okr.   |
| 8       | Patrik Sandell    | OlsbergsMSE              | Ford Fiesta ST  | 2         | + 6 okr.   |
| 9       | Scott Speed       | OMSE2                    | Ford Fiesta ST  | 0         | + 8 okr.   |
| 10      | Timur Timerzjanow | Pastrana Racing          | Dodge Dart      | 0         | + 8 okr.   |